# William John McKeag
William John McKeag, CM, OM (* 17. März 1928 in Winnipeg; † 23. August 2007 ebenda) war ein kanadischer Unternehmer. Von 1970 bis 1976 amtierte er als Vizegouverneur der Provinz Manitoba.

## Biografie
Als McKeag 18 Monate alt war, überlebte er den Zusammenstoß eines Autos mit einem Zug; seine Mutter und seine ältere Schwester kamen dabei ums Leben. Mit Zustimmung des Vaters wurde er von einem Cousin adoptiert. McKeag schloss 1949 ein Wirtschaftsstudium an der University of Winnipeg ab und arbeitete für das Unternehmen Security Storage Ltd., bis es 1956 von British Electric Traction übernommen wurde. Daraufhin gründete er ein eigenes Immobilienunternehmen.
1958 kandidierte McKeag für die Manitoba Liberal Party bei den Wahlen zur Legislativversammlung von Manitoba, unterlag aber im Wahlbezirk River Heights. Von 1966 bis 1969 gehörte er dem Stadtrat des Vorortes Tuxedo an, kurz vor der Eingemeindung nach Winnipeg. Von 1968 bis 1970 war er Vorsitzender der Wahlkommission des Großraums Winnipeg. Generalgouverneur Roland Michener vereidigte McKeag am 2. September 1970 als Vizegouverneur von Manitoba. Er war damals erst 42 Jahre alt und somit der jüngste Vizegouverneur in der Geschichte der Provinz. Dieses repräsentative Amt übte er bis zum 15. März 1976 aus.
McKeag erhielt die Ehrendoktorwürde der University of Winnipeg und der University of Manitoba. In den Jahren 1976 und 1977 war er Präsident des Eishockeyfranchises Winnipeg Jets, 1984 und 1985 Präsident der Naturschutzorganisation Ducks Unlimited. 1996 wurde er mit dem Order of Canada ausgezeichnet, vier Jahre später mit dem Order of Manitoba.